# Cyrtopodium pflanzii
Cyrtopodium pflanzii är en orkidéart som beskrevs av Rudolf Schlechter. Cyrtopodium pflanzii ingår i släktet Cyrtopodium, och familjen orkidéer. Inga underarter finns listade i Catalogue of Life.